# Zhu Yi (nuotatore)
Zhu Yi (朱 毅S; 14 settembre 1977) è un ex nuotatore cinese, specializzato negli stili farfalla e libero.

## Biografia
Si laureò campione conitnentale nei 200 m farfalla ai Giochi asiatici di Bangkok 1998.
Ai mondiali in vasca corta di Atene 2000 vinse l'argento nei 100 m farfalla.
Rappresentò la Cina ai Giochi olimpici estivi di Sydney 2000, gareggiando nei 100 e 200 m rana libero e nella staffetta 4x100 m misti, con Fu Yong, Ouyang Kunpeng e Xie Xufeng, senza riuscire a superare le batterie.

## Palmarès
- Mondiali in vasca corta

Atene 2000: argento nei 100 m farfalla;
- Giochi asiatici

Bangkok 1998: oro nei 200 m farfalla;